# ديريك سيسيل
ديريك سيسيل (بالإنجليزية: Derek Cecil)‏ مواليد 5 يناير 1973 في أماريلو، الولايات المتحدة، هو ممثل أمريكي بدأ مسيرته الفنية سنة 1995.

## الأعمال

### أفلام
- رجال ذو بزات سوداء 2 (2002)
- الأيام الثلاثة القادمة (2010)
- أصدقاء مع الأطفال (2011) (بدور: بيت)
- باركر (2013)

### مسلسلات
- القانون والنظام: الوحدة الخاصة للضحايا (2000) (بدور: راسيل رامزي)
- فتاة النميمة (2007) (بدور: أليكس)
- فرينج (2008) (بدور: كريستوفر)
- ذا غود وايف (2009)
- غريز أناتومي (2010) (بدور: شون ألين)
- القانون والنظام: النية الإجرامية (2010)
- بانشي (2013) (بدور: دين خافيير)
- بيت من ورق (2014) (بدور: سيث غريسون)

## روابط خارجية
- ديريك سيسيل على موقع IMDb (الإنجليزية)
- ديريك سيسيل على موقع قاعدة بيانات برودواي على الإنترنت (الإنجليزية)
- ديريك سيسيل على موقع قاعدة بيانات الفيلم (الإنجليزية)